# Prostownik

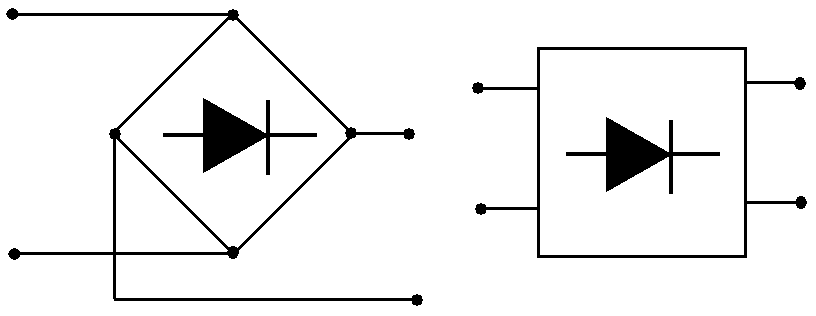
Symbole prostownika mostkowego (po lewej) i prostownika (po prawej) używane w schematach blokowych

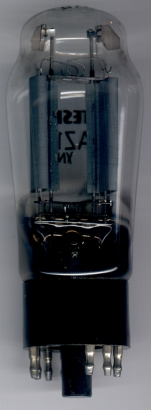
Podwójna próżniowa dioda prostownicza AZ12

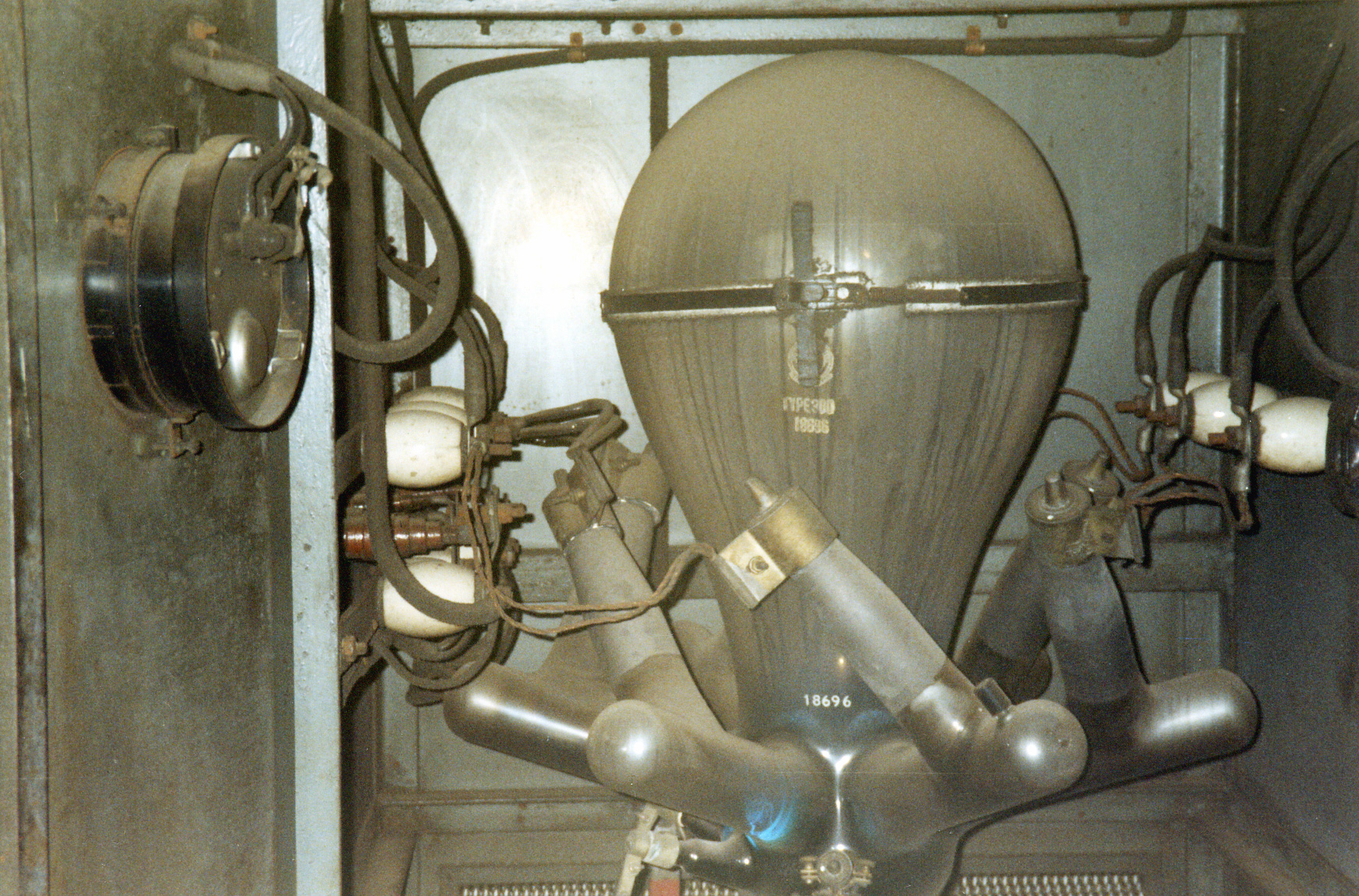
Prostownik rtęciowy (ignitron)

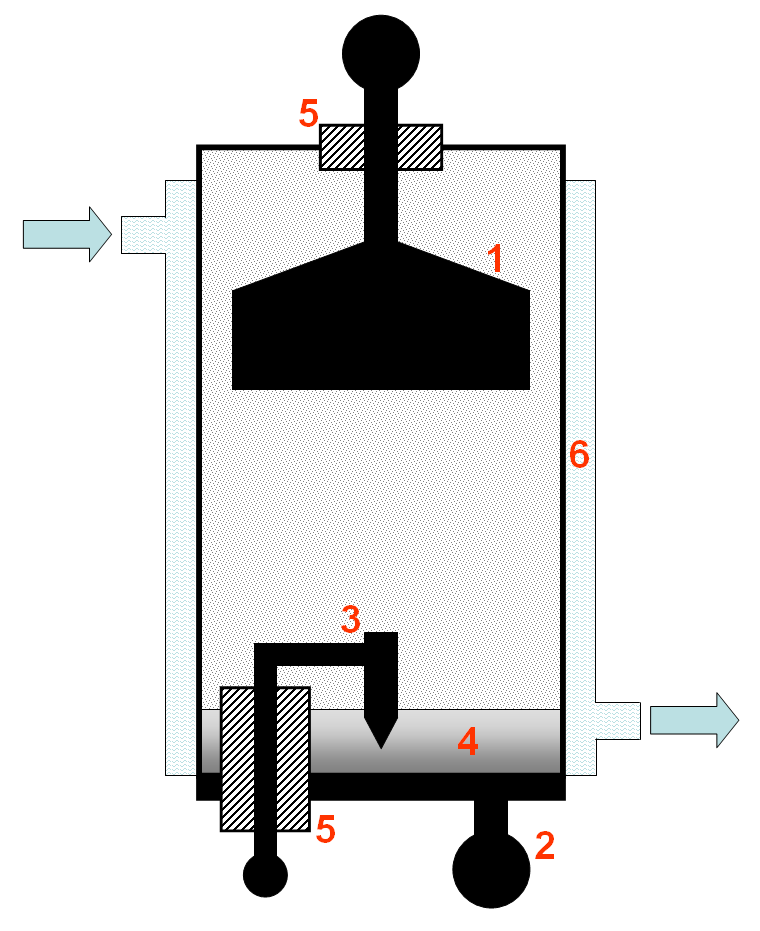
Schemat ignitronu: (1) anoda, (2) katoda, (3) ignitor, (4) rtęć, (5) izolatory ceramiczne, (6) ciecz chłodząca

Prostownik – element lub zestaw elementów elektronicznych służący do zamiany napięcia przemiennego na napięcie jednego znaku, które po dalszym odfiltrowaniu może być zmienione na napięcie stałe.

## Podział układów prostowniczych
Układy prostownicze dzieli się ze względu na kryteria:
Ze względu na sposób sterowania:
- prostowniki niesterowalne,
- prostowniki sterowalne.

Ze względu na liczbę faz zasilających prostownik:
- jednofazowe,
- trójfazowe.

Ze względu na sposób prostowania:
- półfalowe (jednokierunkowe, jednopołówkowe),
- pełnofalowe (dwupołówkowe):
  - układ dwóch prostowników półfalowych zasilanych z transformatora z wyprowadzeniem środkowym,
  - mostkowe.

## Zastosowanie prostowników
Prostowniki są stosowane w energetyce, zasilaniu maszyn i urządzeń (np. w lokomotywach elektrycznych), w galwanotechnice oraz w większości urządzeń elektronicznych zasilanych z sieci energetycznej lub jakimkolwiek napięciem przemiennym (np. układy elektryczne samochodów). Prostownikiem jest również detektor diodowy wykorzystywany do detekcji sygnału radiowego zmodulowanego AM lub FM.
Nazwa prostownik jest używana również w języku potocznym jako określenie ładowarki akumulatorów samochodowych. Technicznie nie jest to jednak określenie poprawne, ponieważ ładowarki takie składają się z: transformatora, prostownika właściwego (często sterowanego – zobacz poniżej), układu regulującego itd.

## Rozwiązania konstrukcyjne
Obecnie prostowniki budowane są niemal wyłącznie z diod krzemowych, niemniej jednak stosuje się (lub stosowano) również następujące rozwiązania: 
- Układy elektrochemiczne, w których na jednej z elektrod zanurzonych w elektrolicie wytwarzała się warstwa zaporowa, blokująca przepływ prądu w jednym kierunku (przykładowy układ ołów-elektrolit alkaliczny-glin, niob lub tantal).
- Prostownicze diody próżniowe (bądź gazowane), popularnie zwane lampami, w których przy spolaryzowaniu w kierunku przewodzenia elektrony emitowane przez podgrzewaną elektrycznie katodę przemieszczają się do spolaryzowanej dodatnio anody, a w przypadku odwrócenia polaryzacji blokują przepływ prądu (obecnie bardzo rzadko stosowany z uwagi na kłopoty z doprowadzeniem żarzenia).
- Układy metal-półprzewodnik stosowane powszechnie przed opracowaniem technologii diod półprzewodnikowych. Stosowane najczęściej zestawy to prostownik kuprytowy (miedź-tlenek miedzi) oraz prostownik selenowy (metal-selen).
- Prostowniki rtęciowe:
  - Ignitrony – prostowniki rtęciowe, wykonane jako lampy gazowane, składające się z anody, ciekłej katody rtęciowej oraz elektrody zapłonowej (ignitora), służącej do wzniecania wyładowania. Stosowane były powszechnie w przemyśle oraz w kolejowych i tramwajowych układach trakcyjnych. Ich najpoważniejszą wadą, która przyczyniła się do ich likwidacji, była ciągła emisja niewielkich ilości par rtęci do środowiska poprzez pompy próżniowe. Ponieważ na podstacjach wyposażonych w prostowniki rtęciowe konieczna była 24-godzinna obsługa, warunki pracy były dla ludzi bardzo niekorzystne.
  - Ekscitrony (ekscytrony) – gazowane lampy prostownicze składające się z katody rtęciowej, dwóch anod: głównej i pomocniczej oraz mechanicznego urządzenia do wzniecania wyładowania elektrycznego. Anoda pomocnicza służy do podtrzymywania wyładowania, gdy w obwodzie anody głównej nie ma przepływu prądu. Ekscitrony stosowane są w urządzeniach bardzo wielkiej mocy np. elektrolizerach hutniczych.
  - Senditrony – lampy prostownicze różniące się od ignitronów oraz ekscitronów posiadaniem rtęciowej anody. Używane do końca lat 60. XX w., kiedy to zostały wyparte przez tyrystory.

## Prostowniki jednofazowe

### Jednopołówkowe (półokresowe)

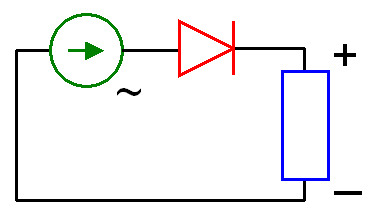
Schemat prostownika półokresowego

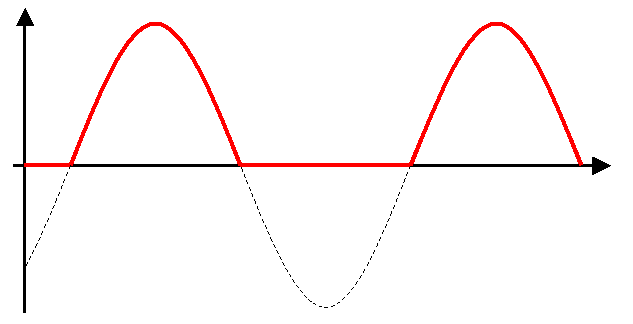
Napięcie wyjściowe

Najprostszym prostownikiem jest pojedyncza dioda prostownicza wpięta w układ napięcia przemiennego. Pomimo prostoty takiego układu jest on rzadko stosowany z uwagi na występowanie dużego tętnienia napięcia wyjściowego. Energia dostarczana przez źródło wykorzystywana jest tylko przez pół okresu – podczas drugiej połowy okresu napięcie jest blokowane i prąd w układzie nie płynie. Wprowadza to asymetrię obciążenia układu prądu przemiennego, co jest niekorzystne dla sieci prądu przemiennego. Z powyższych powodów rozwiązanie stosowane tylko w układach o niewielkiej mocy.

### Dwupołówkowe (pełnookresowe)

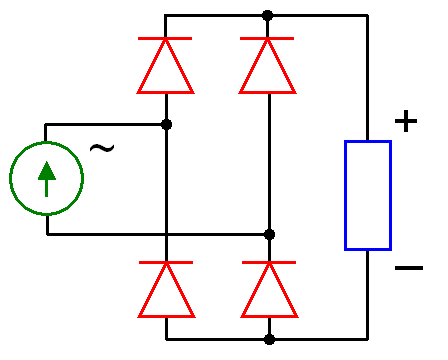
Schemat prostownika mostkowego (czterodiodowego)
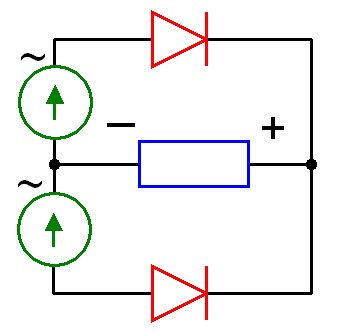
Schemat prostownika dwudiodowego
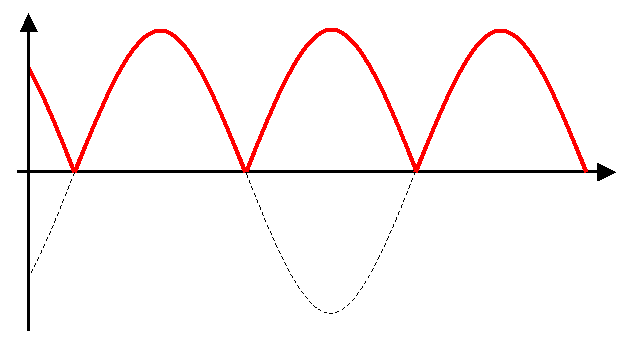
Napięcie wyjściowe

Prostowniki dwupołówkowe umożliwiają wykorzystanie mocy źródła napięcia przemiennego przez cały okres. Napięcie wyjściowe takiego prostownika charakteryzuje się mniejszymi tętnieniami niż w przypadku prostowników jednopołówkowych. Jedyną wadą jest to, że układ elektryczny jest nieznacznie bardziej skomplikowany. Układ mostkowy, tzw. mostek Graetza, wykorzystuje cztery diody prostownicze i pozwala na prostowanie napięcia z dowolnego źródła przemiennego. Istnieje również konstrukcja oparta na dwóch diodach, jednak wymaga ona specjalnego zasilania – uzwojenie wtórne transformatora musi być podzielone na dwie jednakowe części. Obecnie układy takie stosuje się rzadko, ponieważ koszt dzielonego uzwojenia jest znacznie większy niż koszt diod użytych w układzie mostkowym.
W często stosowanym mostku Graetza proces prostowania napięcia przebiega w dwóch etapach. W pierwszej połówce okresu przewodzą tylko dwie diody, a pozostałe dwie diody są spolaryzowane zaporowo. W drugiej połówce okresu sytuacja ulega zamianie – przewodzą tylko dwie pozostałe diody. Napięcie wejściowe jest napięciem przemiennym, czyli zmienia polaryzację na dodatnią i ujemną, natomiast układ mostka jest tak skonstruowany, że napięcie wyjściowe jest jednokierunkowe – prąd płynie tylko w kierunku dodatnim (patrz rysunek powyżej). Pomimo faktu, że napięcie wyjściowe prostownika jest jednokierunkowe, to jednak nie jest ono napięciem stałym i wykazuje znaczne tętnienie – dlatego też prostowniki te najczęściej stosuje się z odpowiednimi filtrami dolnoprzepustowymi wygładzającymi przebieg.

## Prostowniki trójfazowe
Prostowniki trójfazowe wykorzystuje się tam, gdzie dostępne jest trójfazowe zasilanie. Generalnie charakteryzują się one znacznie mniejszym tętnieniem napięcia wyjściowego niż prostowniki jednofazowe.

### Jednopołówkowe

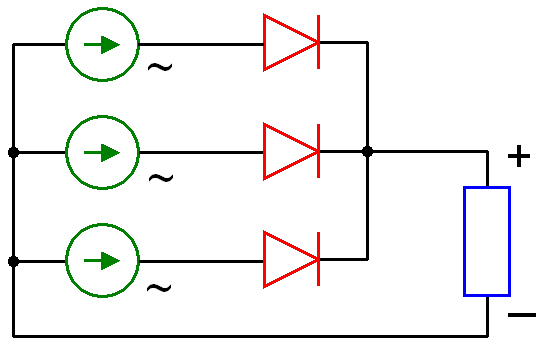
Schemat prostownika trójdiodowego
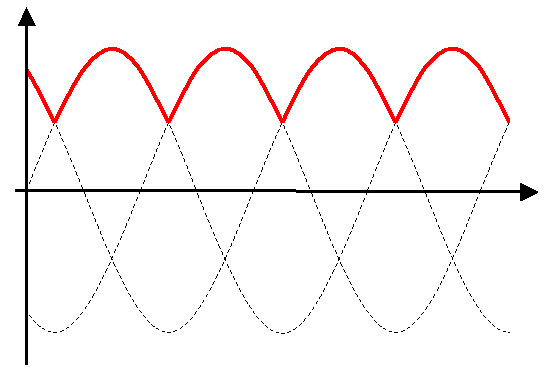
Napięcie wyjściowe

Trójfazowy prostownik jednopołówkowy może działać tylko w układzie trójfazowym z przewodem neutralnym. Oznacza to, że układ źródeł napięcia (lub uzwojeń wtórnych transformatora) musi być połączony w gwiazdę (połączenie w trójkąt nie ma przewodu zerowego). Rozróżnia się układ prostownika trójfazowego jednopołówkowego z gwiazdą katodową lub z gwiazdą anodową.

### Dwupołówkowe

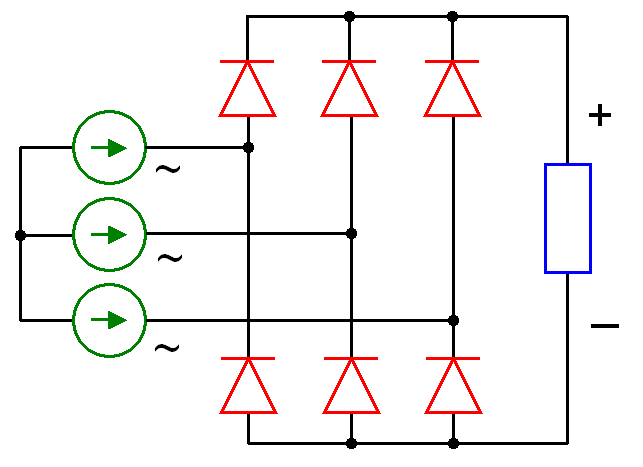
Schemat prostownika sześciodiodowego
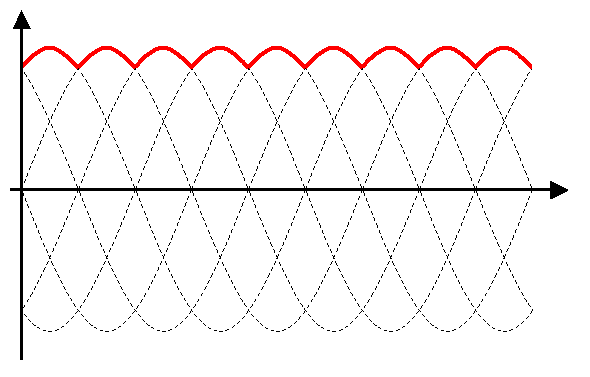
Napięcie wyjściowe

Trójfazowy prostownik dwupołówkowy może być stosowany w dowolnym układzie napięcia trójfazowego – zarówno z przewodem neutralnym, jak i bez niego. Napięcie wyjściowe wykazuje małe tętnienie (w porównaniu do prostowników opisanych wyżej). Energia źródeł zasilania jest wykorzystywana w największym zakresie, co jest szczególnie istotne w przypadku urządzeń dużej mocy, jak np. spawarki transformatorowe. Często prostowniki w tego typu urządzeniach posiadają możliwość sterowania wartością prądu wyjściowego – zobacz poniżej opis prostowników sterowanych.

Przebieg napięcia wyjściowego prostownika sterowanego (niebieskim kolorem oznaczono impulsy załączające tyrystory)

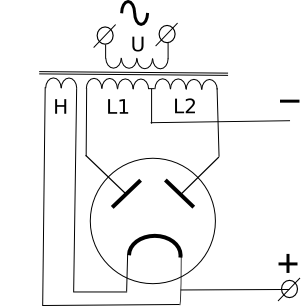
Schemat lampowego prostownika pełnookresowego z duodiodą bezpośrednio żarzoną i dzielonym uzwojeniem transformatora

## Prostowniki wielofazowe
Układy wielofazowe, analogicznie do układów jednofazowych, stosowane są w impulsowych konwerterach napięcia stałego na napięcie stałe o innej, stabilizowanej wartości. Liczba pulsów (połówek napięcia wyprostowanego) determinuje nazwę. Występują układy trójpulsowe (najprostsze wielofazowe), sześciopulsowe, dwunastopulsowe itd., będące złożeniem układu sześciopulsowego. Układy wielofazowe zapewniają zdecydowanie mniejsze tętnienia napięcia wyprostowanego w porównaniu z prostownikami jednofazowymi. Nazwa określająca liczbę pulsów napięcia wyprostowanego określa również liczbę użytych elementów prostownikowych. Na przykład układy trójpulsowe zawierają w swej topologii po trzy diody, tyrystory lub tranzystory (w najnowszych rozwiązaniach).

## Prostowniki sterowane
Wszystkie prostowniki opisane powyżej mogą być używane również w postaci prostowników sterowanych. W prostownikach takich diody prostownicze zastępuje się tyrystorami, które sterowane są za pomocą układów analogowych lub cyfrowych. Prostowniki sterowane są stosowane tam, gdzie wymagana jest płynna regulacja mocy wyjściowej urządzenia – takie rozwiązanie jest szeroko stosowane np. w spawarkach transformatorowych lub automatycznych ładowarkach akumulatorów samochodowych (popularnie zwanych po prostu prostownikami).

## Prostowniki lampowe
Prostowniki z użyciem lamp elektronowych (zazwyczaj diod), podobnie jak inne, były budowane jako półokresowe lub pełnookresowe. W prostownikach lampowych istnieje dodatkowo konieczność zasilania włókna żarzenia. Najprostsze próżniowe diody prostownicze budowane były jako bezpośrednio żarzone, czyli bez galwanicznego oddzielenia włókna żarzenia od katody. Inaczej mówiąc, włókno żarzenia miało potencjał katody, co powodowało pewne utrudnienia w budowie urządzeń z użyciem takich lamp (włókno żarzenia musiało być zasilane z innego źródła niż pozostałe lampy i miało zazwyczaj wysoki potencjał dodatni względem elektrycznej masy urządzenia), jednak znacznie upraszczało konstrukcję samej diody. Wygodniejsze w zastosowaniu są lampy pośrednio żarzone, ze względu na galwaniczne oddzielenie włókna żarzenia od katody. Istnieją również lampowe gazowane diody prostownicze, zwane gazotronami.

## Prostowniki specjalne (powielacze napięcia)

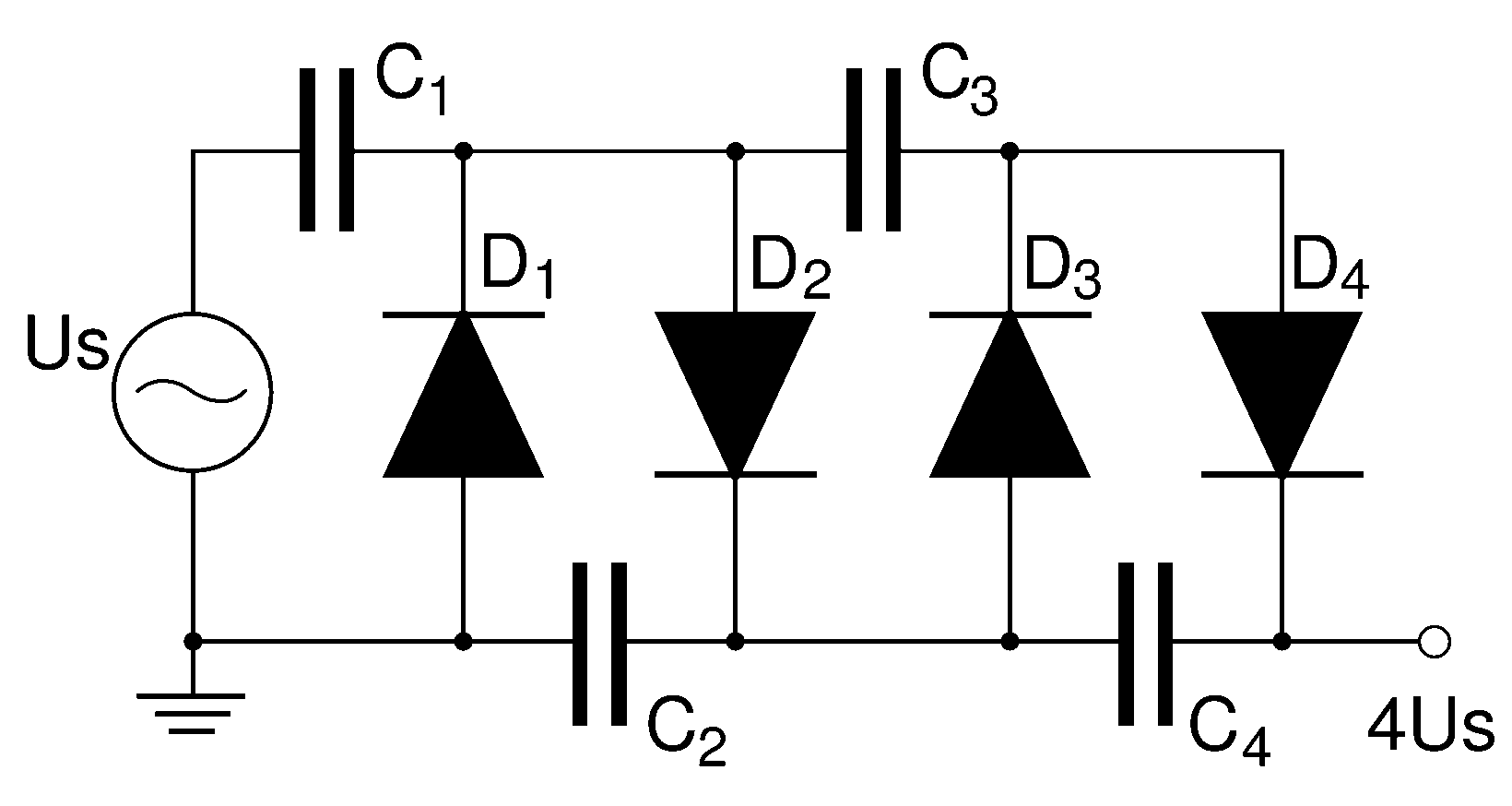
Schemat czterokrotnego powielacza napięcia

Istnieje również specjalna odmiana prostowników, zwanych powielaczami napięcia, które pozwalają na zwielokrotnienie wejściowego napięcia przemiennego bez wykorzystania transformatora. Napięcie wyjściowe w takich układach silnie zależy od prądu pobieranego przez odbiornik.